# Lars Ricken
Lars Ricken (* 10. Juli 1976 in Dortmund) ist ein deutscher Fußballfunktionär und ehemaliger -spieler.
Er spielte von 1993 bis 2007 als Profi bei Borussia Dortmund, erzielte in 301 Bundesligaspielen für den Verein 49 Tore und gab 28 Vorlagen. Ricken gewann drei deutsche Meisterschaften, die Champions League und den Fußball-Weltpokal 1997. 2002 wurde er Vize-Weltmeister. Er lief 16-mal für die deutsche Fußballnationalmannschaft auf und erzielte dort am 13. Februar 2002 in Kaiserslautern im Freundschaftsspiel gegen Israel sein einziges Tor zum 7:1-Endstand. Anfang 2009 beendete der ehemalige Offensivspieler nach knapp 16 Jahren seine aktive Karriere bei Borussia Dortmund. Zuletzt spielte er bei Borussias Amateuren in der Regionalliga West.
Seit Juni 2014 war er Dortmunder Nachwuchskoordinator beim BVB, für den er anschließend zum 1. Januar 2021 die Leitung des vereinseigenen Nachwuchsleistungszentrums übernahm. Seit Mai 2024 ist er Geschäftsführer Sport als Nachfolger von Hans-Joachim Watzke.

## Karriere

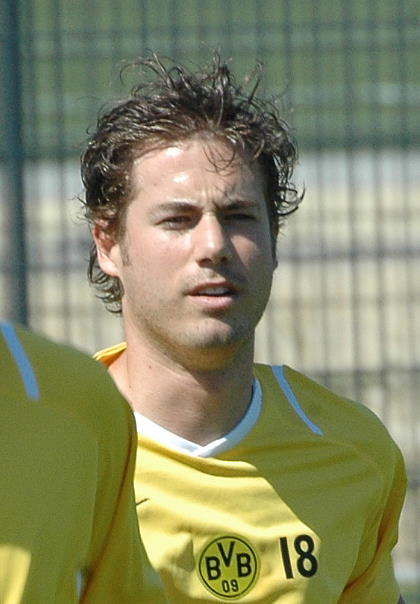
Ricken als Spieler von Dortmund (2006)

Lars Ricken begann das Fußballspielen als Sechsjähriger beim TuS Eving-Lindenhorst, mit dem er dreimal hintereinander Sonderklassenmeister wurde. Über den TSC Eintracht Dortmund kam er 1990 zu Borussia Dortmund. 1992 wurde er mit der deutschen U16-Auswahl auf Zypern Europameister.
Unter Ottmar Hitzfeld rückte er zur Saison 1993/94 mit 17 Jahren in den Profikader auf. Nachdem er in der Hinrunde diverse Male ohne Einsatz zum Spieltagskader gezählt und Spielpraxis in der zweiten Mannschaft in der drittklassigen Oberliga Westfalen gesammelt hatte, debütierte er am 8. März 1994 als Einwechselspieler in der Bundesliga. Sein erster Bundesligatreffer gelang ihm drei Tage später bei seinem ersten Startelfeinsatz. Bis zum 26. November 2005, als der ebenfalls beim BVB spielende Mittelfeldspieler Nuri Şahin seinen ersten Bundesliga-Treffer erzielte, war Ricken der jüngste Torschütze in der Geschichte der Bundesliga. Parallel zu seiner Profikarriere bei Borussia Dortmund schloss er außerdem das Gymnasium mit der Note 2,4 ab, leistete seinen Wehrdienst ab, studierte anschließend Betriebswirtschaftslehre an der Fernuniversität in Hagen und belegte mehrere Sportmanagement-Weiterbildungen beim IST-Studieninstitut.
Ricken erzielte zu Beginn seiner Karriere mehrere wichtige Tore. Am 6. Dezember 1994 markierte er im Achtelfinal-Rückspiel des UEFA-Pokals 1994/95 gegen Deportivo La Coruña in der 118. Minute den Treffer zum entscheidenden 3:1. In der Champions-League-Saison 1996/97 erzielte er im Rückspiel des Viertel- bzw. Halbfinales gegen AJ Auxerre bzw. Manchester United jeweils den 1:0-Siegtreffer. Im Finale am 28. Mai 1997 im Münchner Olympiastadion gegen Juventus Turin überwand er rund zehn Sekunden nach seiner Einwechslung in der 71. Minute mit seinem ersten Ballkontakt den weit vor dem Tor stehenden Turiner Torwart Angelo Peruzzi mit einer Bogenlampe aus 25 Metern zum spielentscheidenden 3:1. Der Treffer war 1997 Tor des Jahres und wurde anlässlich der 100-Jahr-Feier von Borussia Dortmund von den Vereinsfans am 19. Dezember 2009 zum „BVB-Tor des Jahrhunderts“ gewählt.
In den folgenden Jahren konnte Ricken jedoch nicht mehr an seine frühen Erfolge anknüpfen. Auch in der Nationalmannschaft konnte er sich nicht durchsetzen. In der Hinrunde der Saison 2004/05 war er beim BVB sogar zeitweilig aussortiert, er wurde jedoch in der Rückrunde wieder Stammspieler. Am 14. November 2005 zog sich Ricken einen Kreuzbandriss zu und fiel für den Rest der Spielzeit aus.
Im März 2007 wurde er vom damaligen Trainer Thomas Doll in die zweite Mannschaft versetzt, in der er die Kapitänsrolle übernahm. Endgültig aus dem Kader aussortiert wurde Ricken am 5. Juli 2007. Sein Profivertrag wurde schließlich zum 31. Dezember desselben Jahres aufgelöst. Im Februar 2009 beendete er seine Fußballerkarriere.

## Nach der Karriere
Nach seiner aktiven Laufbahn strebte Ricken eine Funktion im Vereinsmanagement an. Von Januar bis Juli 2008 war er Mitarbeiter der BVB-Geschäftsstelle, in der er ein durch alle Bereiche der Verwaltung führendes Trainee-Programm absolvierte, das am 30. Juni 2009 abgeschlossen sein sollte. Das Programm wurde vorzeitig beendet, als Ricken im Juli 2008 als Nachfolger von Edwin Boekamp zum Nachwuchskoordinator des BVB berufen wurde.
Von Juli 2009 bis Juni 2011 war Ricken Experte für den Pay-TV-Sender Sky. Dort analysierte er Spiele der Bundesliga sowie der UEFA Europa League.
Im Juli 2014 wurde Rickens Vertrag als Nachwuchskoordinator bis zum 30. Juni 2017 verlängert und im Mai 2016 noch einmal bis 2021. Vor Ablauf der Frist wurde der Kontrakt im November 2020 bis Juni 2025 verlängert und Ricken darüber hinaus zum 1. Januar 2021 zum Direktor des Nachwuchsleistungszentrums befördert. Unter seiner Verantwortung haben Jugendspieler regelmäßig den Sprung in die Bundesligamannschaft geschafft und auch für sie gespielt, darunter Jeremy Dudziak, Felix Passlack, Christian Pulisic, Jacob Bruun Larsen, Jadon Sancho oder Giovanni Reyna.
Seit dem 1. Mai 2024 ist er Geschäftsführer Sport beim BVB.

## Titel und Erfolge
Nationalmannschaft:
- U16-Europameister 1992
- U18-Vize-Europameister 1994
- Vize-Weltmeister 2002 (ohne Einsatz)

Borussia Dortmund:
- Deutscher Meister 1995, 1996 und 2002
- Champions-League-Sieger 1997
- Weltpokal-Sieger 1997
- UEFA-Pokal-Finalist 2002
- Platz 1 bei der Wahl zum „BVB-Tor des Jahrhunderts“[22] (erzielt im Champions-League-Finale 1997 gegen Juventus Turin)

## Sonstiges

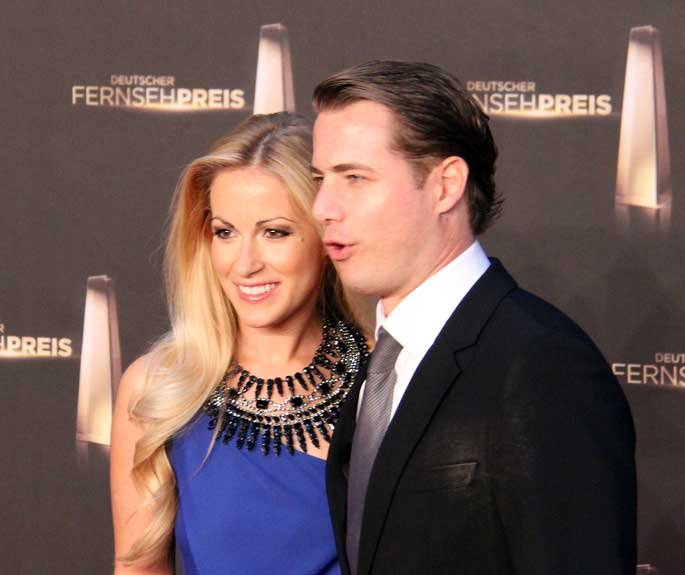
Ricken mit seiner damaligen Frau Andrea Kaiser beim Deutschen Fernsehpreis 2012

Für Aufsehen sorgte ein 1997 mit dem Sportausrüster Nike produzierter TV-Werbespot, der in der Fußballwelt teilweise Widerspruch hervorrief. Grund dafür war die in dem Spot geäußerte Kritik Rickens an der Nachwuchsförderung und dem Geschäftsgebaren vieler Fußballvereine. Zitat: „Ich sehe Vereine, die teure Profis kaufen, ohne den Nachwuchs zu fördern. Ich sehe Typen in Nadelstreifen, ich sehe Geschäftemacherei ohne Ende.“
1998 wurde in Zusammenarbeit mit 1Live eine Musik-Compilation mit dem Titel Lars Ricken’s Hot Shots veröffentlicht, für deren zwei CDs der Fußballspieler Songs seiner Lieblingsbands (u. a. Die Ärzte, Kyuss, Life of Agony und Die Sterne) zusammenstellte.
Im April 2011 absolvierte Ricken mit weiteren ehemaligen Bundesligaprofis in der Sportschule Oberhaching einen Trainerlehrgang des DFB zum Erwerb der A- und B-Lizenz.
Ricken war seit Anfang 2009 mit der Fernsehmoderatorin Andrea Kaiser liiert, die er im Juli 2010 heiratete. Im August 2013 wurde berichtet, dass sich das Ehepaar getrennt habe. Ricken heiratete im Mai 2016 seine neue Freundin, die Schwester von Tillman Schulz. Noch im gleichen Monat wurde er Vater einer Tochter. Inzwischen hat das Paar drei Kinder.
Lars Ricken steht nach Angaben von Spiegel Online in einer Geschäftsbeziehung mit einer Firma, die Sportler berät, um Maximalerträge aus der Verletztenrente der Gesetzlichen Unfallversicherung in Deutschland zu erhalten.